# RVFV
Rafael Ruiz Amador (La Chanca, Almeria; 24 d'abril de 2001) més conegut pel seu nom artístic RVFV, és un cantautor espanyol.
Va debutar en el món de la música l'estiu del 2017 amb la cançó "Sonido de barrio" quan tenia només 16 anys. Però el seu pas a la fama no va arribar fins l'abril del 2019 amb el hit «Prendío», el qual va tindre milions de visualitzacions i va obtindre el disc de platí. Dos mesos més tard va publicar «Mirándote», esdevenint un èxit a Youtube, on actualment té més de 75 milions, i a Spotify, on es va posicionar per davant d'artistes com Daddy Yanke o Rosalia.
La seva música barreja estils de reggaeton i afrotrap, arribant a altres països sobretot a Itàlia. Va aparèixer a la cartellera de l'Arenal Sound Festival de 2020 que finalment no es pogué celebrar per la pandèmia de Covid-19. Aquell any va treure diferents èxits com «No quiero verte», «Ella no quiere Rosé» (Disc d'Or) i «Prendío (Remix)» amb la qual va aconseguir el doble Disc de Platí.